# Al verte las flores lloran
Al verte las flores lloran (oficialmente El Camarón de la Isla con la colaboración especial de Paco de Lucía) es el primer álbum del cantaor español Camarón de la Isla. Fue grabado y publicado en 1969. Como guitarrista presenta a Paco de Lucía, quien ya había iniciado previamente su carrera como guitarrista solista.

## Lista de canciones
Las canciones que no tienen indicada la autoría en esta lista son tradicionales:
1. Al verte las flores lloran (Bulerías) 2:40
2. Que un toro bravo en su muerte (Tientos) 3:46
3. Si acaso muero (Seguiriyas) 4:08
4. En una piedra me acosté (Fandangos) – (José Blas Vega) – 3:26
5. Anda y no presumas más (Bulerías por Soleá) 3:29
6. Camina y dime (Tarantos) 4:51
7. Detrás del tuyo se va (Tangos) – (Francisco Almagro / Manuel Villacañas) – 4:20
8. Y tú no me respondías (Soleares) 3:58
9. Llorando me lo pedía (Fandangos de Huelva) 2:56
10. Una estrella chiquitita (Bulerías) 4:17
11. Con la varita en la mano (Fandangos) – (José Blas Vega) - 3:31
12. Barrio de Santa María (Alegrías) 2:31

## Personal
- Camarón de la Isla - Voz
- Paco de Lucía - Guitarra
- Ramón de Algeciras - Segunda guitarra

## Nota
- El nombre oficial del álbum es El Camarón de la Isla con la colaboración especial de Paco de Lucía, pero es llamado Al verte las flores lloran debido a que entre los aficionados se dio la costumbre de llamarlo por el nombre de la primera canción.
- El nombre oficial se debe a la decisión de Antonio Sánchez (padre de Paco) para ayudar a su hijo a preservar su carrera como solista y dar a conocer más su nombre, su imagen y sonido, y a su vez, ayudar a impulsar el trabajo de Camarón acompañándolo del nombre de Paco de Lucía, que previamente había grabado como solista.